# Rommerskirchen

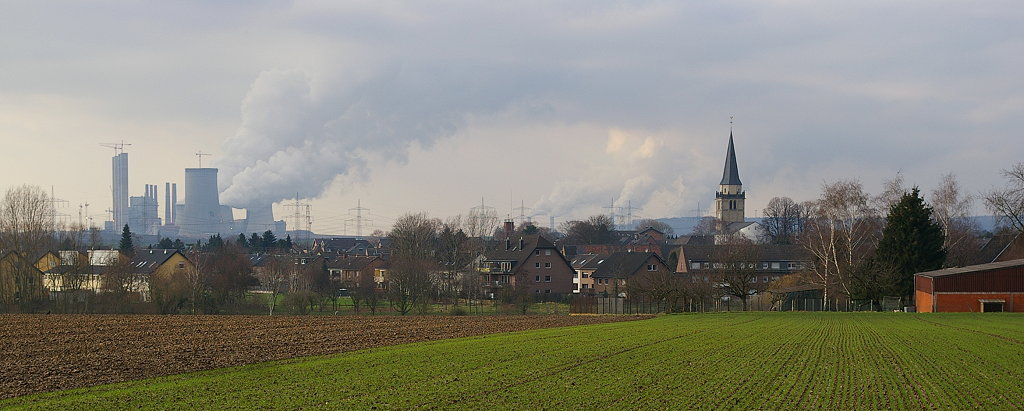
Rommerskirchen

Rommerskirchen – gmina w Niemczech, w kraju związkowym Nadrenia Północna-Westfalia, w rejencji Düsseldorf, w powiecie Rhein-Kreis Neuss. W 2010 roku liczyła 13 011 mieszkańców.

## Podział administracyjny
W skład gminy wchodzą następujące części miejscowości:
| - Anstel - Butzheim - Deelen - Eckum - Evinghoven - Frixheim - Gill - Hoeningen - Ikoven | - Nettesheim - Oekoven - Ramrath - Sinsteden - Ueckinghoven - Vanikum - Villau - Widdeshoven |

Sąsiadujące miejscowości z Rommerskirchen:
| Grevenbroich | Grevenbroich     | Dormagen |
| Grevenbroich |                  | Dormagen |
| Bedburg      | Pulheim Bergheim | Pulheim  |

## Transport

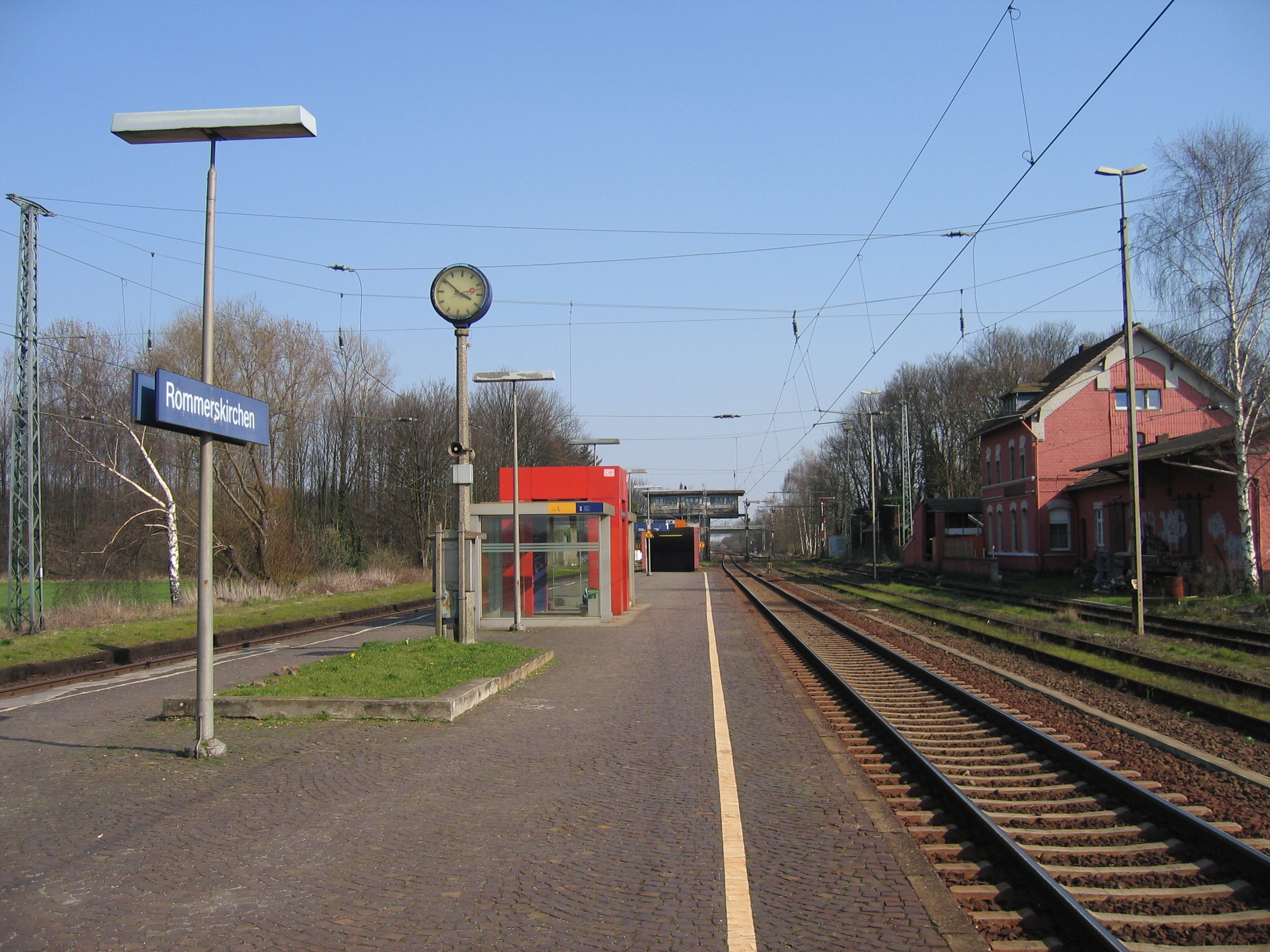
Stacja w Rommerskirchen

Gmina leży przy linii kolejowej Kolonia – Grevenbroich – Mönchengladbach.

## Kultura i sztuka

### Muzea
- Muzeum Rolnictwa w dzielnicy Sinsteden
- Muzeum Kolejnictwa w dzielnicy Oekoven

## Religia
- kościół św. Piotra (St. Peter)
- kościół św. Marcina (St.-Martinus-Kirche) w dzielnicy Nettesheim
- kaplica św. Lamberta (St.-Lambertus-Kapelle) w dzielnicy Ramrath
- romańska bazylika (St. Briktius) w dzielnicy Oekoven
- kościół św. Antoniego (St. Antonius) w dzielnicy Evinghoven
- kościół św. Stefana (St. Stephanus) w dzielnicy Hoeningen

## Współpraca
Miejscowości partnerskie:
- Karstädt, Brandenburgia
- Mouilleron-le-Captif, Francja